# بئاتریس گوردز
بئاتریس گوردز (انگلیسی: Beatrice Gärds؛ زادهٔ ۱۰ فوریهٔ ۱۹۹۷) بازیکن فوتبال اهل سوئد است.